# العلاقات المجرية التركية
العلاقات المجرية التركية هي العلاقات الثنائية التي تجمع بين المجر وتركيا.

## مقارنة بين البلدين
هذه مقارنة عامة ومرجعية للدولتين:
| وجه المقارنة                                              | المجر                                                       | تركيا         |
| --------------------------------------------------------- | ----------------------------------------------------------- | ------------- |
| المساحة (كم2)                                             | 93.04 ألف                                                   | 783.56 ألف    |
| عدد السكان (نسمة)                                         | 9.78 مليون                                                  | 80.14 مليون   |
| الكثافة السكانية (ن./كم²)                                 | 105.12                                                      | 102.28        |
| العاصمة                                                   | بودابست                                                     | أنقرة         |
| اللغة الرسمية                                             | لغة مجرية                                                   | اللغة التركية |
| العملة                                                    | فورنت مجري                                                  | ليرة تركية    |
| الناتج المحلي الإجمالي (بليون دولار)                      | 139.14 مليار                                                | 851.10 مليار  |
| الناتج المحلي الإجمالي (تعادل القوة الشرائية) بليون دولار | 260.42 مليار                                                | 1.57 تريليون  |
| الناتج المحلي الإجمالي الاسمي للفرد دولار أمريكي          | 12.36 ألف                                                   | 9.12 ألف      |
| الناتج المحلي الإجمالي للفرد دولار أمريكي                 | 25.07 ألف                                                   | 19.79 ألف     |
| مؤشر التنمية البشرية                                      | 0.828                                                       | 0.761         |
| رمز المكالمات الدولي                                      | +36                                                         | +90           |
| رمز الإنترنت                                              | .hu                                                         | .tr           |
| المنطقة الزمنية                                           | ت ع م+01:00، ت ع م+02:00، أوروبا/بودابست ‏، توقيت وسط أوروبا | ت ع م+03:00   |

## مدن متوأمة
في ما يلي قائمة باتفاقيات التوأمة بين مدن مجرية وتركية:
- ترتبط كابوشفار مع أسكدار باتفاقية توأمة منذ 1989.[15][16][17][18]
- ترتبط ميشكولتس مع قيصرية باتفاقية توأمة منذ 1996.
- ترتبط سيكشفهيرفار مع إزميد باتفاقية توأمة منذ 28 أكتوبر 1978.
- ترتبط Kispest [الإنجليزية]‏ مع بنديك باتفاقية توأمة.
- ترتبط Makó [الإنجليزية]‏ مع Atça [الإنجليزية]‏ باتفاقية توأمة.
- ترتبط بودابست مع إسطنبول باتفاقية توأمة منذ 3 أغسطس 2012.[19][19][19][19]
- ترتبط Sárospatak [الإنجليزية]‏ مع تكيرداغ باتفاقية توأمة.
- ترتبط ايغر مع باموق قلعة باتفاقية توأمة.
- ترتبط موهاج مع بيكوز باتفاقية توأمة.
- ترتبط بيتش مع كوتاهية باتفاقية توأمة.
- ترتبط هدمزوفازارهلي مع آق سراي باتفاقية توأمة منذ 2001.
- ترتبط كيكسكيميت مع تكيرداغ باتفاقية توأمة منذ 2006.[20][20][20]
- ترتبط دوناوجفاروس مع إينغول باتفاقية توأمة.

## منظمات دولية مشتركة
يشترك البلدان في عضوية مجموعة من المنظمات الدولية، منها:
| علم المنظمة | اسم المنظمة                               | تاريخ انضمام المجر | تاريخ انضمام تركيا |
| ----------- | ----------------------------------------- | ------------------ | ------------------ |
|             | وكالة ضمان الاستثمار متعدد الأطراف        | 21 أبريل 1988      | 3 يونيو 1988       |
|             | منظمة التعاون الاقتصادي والتنمية          | 7 مايو 1996        | ?                  |
|             | الأمم المتحدة                             | 14 ديسمبر 1955     | 24 أكتوبر 1945     |
|             | الوكالة الدولية للطاقة                    | ?                  | ?                  |
|             | الفريق المعني برصد الأرض                  | ?                  | ?                  |
|             | مركز تنسيق الحركة في أوروبا ‏              | ?                  | ?                  |
|             | منظمة حظر الأسلحة الكيميائية              | ?                  | ?                  |
|             | منظمة التجارة العالمية                    | 1995               | 26 مارس 1995       |
|             | منظمة الشرطة الجنائية الدولية             | ?                  | ?                  |
|             | منظمة الأمن والتعاون في أوروبا            | 25 يونيو 1973      | 25 يونيو 1973      |
|             | مؤسسة التنمية الدولية                     | 29 أبريل 1985      | 22 ديسمبر 1960     |
|             | حلف شمال الأطلسي                          | 12 مارس 1999       | 18 فبراير 1952     |
|             | نظام تحكم تكنولوجيا القذائف               | 1993               | 1997               |
|             | يونسكو                                    | 14 سبتمبر 1948     | 4 نوفمبر 1946      |
|             | مجلس أوروبا                               | 6 نوفمبر 1990      | 9 أغسطس 1949       |
|             | الاتحاد البريدي العالمي                   | ?                  | ?                  |
|             | البنك الدولي للإنشاء والتعمير             | 7 يوليو 1982       | 11 مارس 1947       |
|             | اتفاقية السماوات المفتوحة                 | ?                  | ?                  |
|             | الاتحاد الدولي للاتصالات                  | 1866               | 1866               |
|             | مؤسسة التمويل الدولية                     | 29 أبريل 1985      | 19 ديسمبر 1956     |
|             | المنظمة الأوروبية لسلامة الملاحة الجوية   | 1992               | 1989               |
|             | المركز الدولي لتسوية المنازعات الاستشارية | 6 مارس 1987        | 2 أبريل 1989       |
|             | مجموعة أستراليا                           | 1993               | 2000               |
|             | مجموعة الموردين النوويين                  | ?                  | ?                  |

## وصلات خارجية
- موقع وزارة الخارجية المجرية
- موقع وزارة الخارجية التركية